# Germarostes carltoni
Germarostes carltoni is een keversoort uit de familie Hybosoridae. De wetenschappelijke naam van de soort is voor het eerst geldig gepubliceerd in 2005 door Howden & Gill.